# Stéphane Jourat
Stéphane Jourat, de son vrai nom Stephan Jouravieff, né en 1924 à Liège et mort le 8 avril 1995, est un écrivain belge d'expression française.

## Biographie
Il signe de son patronyme deux romans psychologiques dans les années 1950. En 1958, il reçoit, pour le second, intitulé Entends, ma chère, entends, le prix Victor Rossel.
Presque toutes ses œuvres ultérieures paraissent sous divers pseudonymes :
- Jérôme Belleau ;
- Janet Lee Beaton ;
- Mark J. Trennery ;
- Dominique Jourier ;
- Michel Semoz ;
- Claude Eymouche ;
- Michel Saint-Loup ;
- Ovide Jouravleff.

Certains pseudonymes sont partagés avec un ou plusieurs écrivains :
- Marc Avril (romans d'espionnage) et Christopher Stork (roman de science-fiction)[2], avec José-André Lacour ;
- Marc Revest, avec Claude Joste ;
- Benoît Becker (romans d'aventures, thrillers), avec José-André Lacour, Jean-Claude Carrière et Christiane Rochefort.

La quasi-totalité de ses titres est publiée aux éditions Fleuve noir.

## Œuvres

### Romans
- Les Sentiers battus Julliard, 1955
- Entends, ma chère, entends, Éditions Julliard, Paris, 1958
- Le Dernier Soleil, Plon, 1968
- L'Affaire Jaccoud, Fleuve Noir, coll. « Crime Story » no 6, 1992
- Journal intime de la duchesse de Chevreuse, Albin Michel, 1993

### Romans signés Benoît Becker
- Expédition épouvante, Fleuve noir, coll. « Angoisse » no 4 (1954) ; réédition, Fleuve Noir, coll. « Horizons de l'Au-delà » no 137, 1983 ; réédition in Le Chien des ténèbres, Fleuve Noir, coll. « Super Poche » no 22 (1995)
- Laisse toute espérance, Fleuve noir, coll. « Angoisse » no 10 (1955) ; réédition, Fleuve Noir, coll. « Horizons de l'Au-delà » no 21, 1976 ; réédition in Le Chien des ténèbres, Fleuve Noir, coll. « Super Poche » no 22 (1995)
- Le Chien des ténèbres, Fleuve noir, coll. « Angoisse » no 6 (1955) ; réédition in Le Chien des ténèbres, Fleuve Noir, coll. « Super Poche » no 22 (1995)
- Terreur, Fleuve Noir, coll. « Angoisse » no 15 (1955) ; réédition, Fleuve noir, coll. « Horizons de l'Au-delà » no 63, 1979 ; réédition in Le Chien des ténèbres, Fleuve Noir, coll. « Super Poche » no 22 (1995)
- Château du trépas, Fleuve Noir, coll. « Angoisse » no 19 (1956) ; réédition, Fleuve noir, coll. « Horizons de l'Au-delà » no 148 (1984)
- Le Souffle coupé, Fleuve noir, coll. « Angoisse » no 46 (1958)

### Romans signés Jérôme Belleau

#### SérieLe Diplomate
1. Le Diplomate et La Pluie d'or, Fleuve noir, coll. « L’Aventurier »  n° 65
2. Le Diplomate se jette à l'eau, Fleuve noir, coll. « L’Aventurier »  n° 66
3. Le Diplomate et Les Assassins, Fleuve noir, coll. « L’Aventurier »  n° 67
4. Le Diplomate fait échec au roi, Fleuve noir, coll. « L’Aventurier »  n° 69
5. Le Diplomate fait la bombe, Fleuve noir, coll. « L’Aventurier »  n° 71
6. Un bouquet pour le Diplomate, Fleuve noir, coll. « L’Aventurier »  n° 72
7. Le Diplomate et Le Grand Mogol , Fleuve noir, coll. « L’Aventurier »  n° 74
8. Le Diplomate part en croisade, Fleuve noir, coll. « L’Aventurier »  n° 75
9. Le Diplomate montre les dents, Fleuve noir, coll. « L’Aventurier »  n° 78
10. Bouquet pour le Diplomate, Fleuve noir, coll. « L’Aventurier »  n° 83
11. Le Diplomate et Le Déluge, Fleuve noir, coll. « L’Aventurier »  n° 97

### Romans signés Marc Avril

#### SérieMarc Avril
- Puisqu'il faut l'appeler par son nom..., Fleuve noir, coll. « Espionnage » no 836 (1970)
- Astres et Désastres, Fleuve noir, coll. « Espionnage » no 857 (1970)
- Le Petit Train du Vatican, Fleuve noir, coll. « Espionnage » no 884 (1971)
- Laser et Othello, Fleuve noir, coll. « Espionnage » no 935 (1972)
- Avril en Patagonie, Fleuve noir, coll. « Espionnage » no 954 (1972)
- Parfum d'Avril, Fleuve noir, coll. « Espionnage » no 975 (1972)
- Ravisseurs et Ravissantes, Fleuve noir, coll. « Espionnage » no 1013 (1973)
- Avril sur orbite, Fleuve noir, coll. « Espionnage » no 1044 (1973)
- Avrillico presto, Fleuve noir, coll. « Espionnage » no 1083 (1974)
- Radio Avril, Fleuve noir, coll. « Espionnage » no 1097 (1974)
- Avril et l'Emmerderesse, Fleuve noir, coll. « Espionnage » no 1135 (1974)
- Avril, Délices et Orgues, Fleuve noir, coll. « Espionnage » no 1155 (1975)
- Avril et le Diable, Fleuve noir, coll. « Espionnage » no 1203 (1975)
- Avril et l'Année sainte, Fleuve noir, coll. « Espionnage » no 1237 (1975)
- Faites l'Avril, pas la guerre, Fleuve noir, coll. « Espionnage » no 1247 (1976)
- Le Carnaval d'Avril, Fleuve noir, coll. « Espionnage » no 1274 (1976)
- Rival d'Avril, Fleuve noir, coll. « Espionnage » no 1309 (1976)
- Image de Marc, Fleuve noir, coll. « Espionnage » no 1315 (1977)
- Avril joue la dame, Fleuve noir, coll. « Espionnage » no 1348 (1977)
- Avril au pouvoir, Fleuve noir, coll. « Espionnage » no 1374 (1977)
- Requiem d'Avril, Fleuve noir, coll. « Espionnage » no 1389 (1977)
- Avril et les Onze Mille Vierges, Fleuve noir, coll. « Espionnage » no 1410 (1978)
- Étrenne d'Avril, Fleuve noir, coll. « Espionnage » no 1437 (1978)
- Avril à l'asile, Fleuve noir, coll. « Espionnage » no 1459 (1978)
- Bondieu d'Avril, Fleuve noir, coll. « Espionnage » no 1481 (1979)
- Secte d'Avril, Fleuve noir, coll. « Espionnage » no 1509 (1979)
- Après Marx, Marc, Fleuve noir, coll. « Espionnage » no 1538 (1980)
- Avril et les Pêcheurs de perles, Fleuve noir, coll. « Espionnage » no 1548 (1980) ; réédition, Paris, Édito-Service, coll. « Classiques de l'espionnage » (1983)
- Avril et les Ectoplasmes, Fleuve noir, coll. « Espionnage » no 1561 (1980)
- Avril et le Nouvel Ordre des assassins, Fleuve noir, coll. « Espionnage » no 1588 (1981)
- Avril chasse l'aigle à quatre têtes, Fleuve noir, coll. « Espionnage » no 1606 (1981)
- Avril et la Petite Fille modèle, Fleuve noir, coll. « Espionnage » no 1611 (1981)
- Avril en trompe-l'œil, Fleuve noir, coll. « Espionnage » no 1630 (1982)
- Le Phantasme d'Avril, Fleuve noir, coll. « Espionnage » no 1642 (1982)
- Pour dames seules, Fleuve noir, coll. « Espionnage » no 1657 (1982)
- Le Moi d'Avril, Fleuve noir, coll. « Espionnage » no 1698 (1983)
- Les Nouvelles Étrennes d'Avril, Fleuve noir, coll. « Espionnage » no 1702 (1983)
- Avril au pays des merveilles, Fleuve noir, coll. « Espionnage » no 1721 (1983)
- Une blonde à retardement, Fleuve noir, coll. « Espionnage » no 1728 (1983)
- Des orchidées pour Marc Avril, Fleuve noir, coll. « Espionnage » no 1732 (1983)
- Avril et le Pigeon blanc, Fleuve noir, coll. « Espionnage » no 1753 (1984)
- Avril aux puces, Fleuve noir, coll. « Espionnage » no 1758 (1984)
- Avril en vrille, Fleuve noir, coll. « Espionnage » no 1762 (1984)
- Madame Avril, Fleuve noir, coll. « Espionnage » no 1784 (1984)
- Avril sur le toit du monde, Fleuve noir, coll. « Espionnage » no 1807 (1985)
- Avril à l'abordage, Fleuve noir, coll. « Espionnage » no 1813 (1985)
- Avril roule pour vous, Fleuve noir, coll. « Espionnage » no 1822 (1985)
- Avril chez les dingues, Fleuve noir, coll. « Espionnage » no 1837 (1985)
- Zoé, Avril et la Fin du monde, Fleuve noir, coll. « Espionnage » no 1842 (1985)
- Avril et les Points sur les "i", Fleuve noir, coll. « Espionnage » no 1861 (1986)
- Avril et l'Impératrice, Fleuve noir, coll. « Espionnage » no 1868 (1986)
- Avril au couvent, Fleuve noir, coll. « Espionnage » no 1874 (1986)
- Avril et les Meilleurs Amis de la ferme, Fleuve noir, coll. « Espionnage » no 1886 (1986)
- Les Kidnappeurs de cerveaux, Fleuve noir, coll. « Espionnage » no 1892 (1987)
- Avril et la Pharaonne, Fleuve noir, coll. « Espionnage » no 1903 (1987)

#### Autres romans signés Marc Avril
- La Langue trop longue, Fleuve noir, coll. « Espionnage » no 1672 (1982)
- Oh ! La belle rouge !, Fleuve noir, coll. « Espionnage » no 1791 (1984)

### Romans signés Christopher Stork
Tous parus au Fleuve noir, coll. « Anticipation »
- L'Ordre établi, no 907 (1979)
- Enjeu : le Monde, no 926 (1979)
- Dormir ? Rêver peut-être..., no 938 (1979)
- Achetez Dieu !, no 960 (1979)
- Terra-Park, no 986 (1980)
- L'usage de l'ascenseur est interdit aux enfants de moins de 14 ans, no 1001 (1980)
- Il y a un temps fou..., no 1024 (1980)
- Demain les rats, no 1041 (1981)
- Les Derniers Anges, no 1053 (1981)
- Vatican 2000, no 1074 (1981)
- Le Bon Larron, no 1092 (1981)
- Les Petites Femmes vertes, no 1094 (1981)
- La Femme invisible, no 1108 (1981)
- L'An II de la mafia, no 1130 (1982)
- Tout le pouvoir aux étoiles, no 1154 (1982)
- La Machine maîtresse, no 1172 (1982)
- Dis, qu'as-tu fait, toi que voilà..., no 1186 (1982)
- La Quatrième personne du pluriel, no 1217 (1983)
- L'Article de la mort, no 1222 (1983)
- La Dernière Syllabe du temps, no 1229 (1983)
- Un peu...beaucoup...à la folie, no 1242 (1983)
- Le XXIe siècle n'aura pas lieu, no 1256 (1983)
- Mais n'anticipons pas..., no 1263 (1983)
- Pièces détachées, no 1274 (1984)
- Virus Amok, no 1292 (1984)
- Le Passé dépassé, no 1299 (1984)
- Pieuvres, no 1312 (1984)
- L'Envers vaut l'endroit, no 1319 (1984)
- Terre des femmes, no 1340 (1984)
- Le Rêve du papillon chinois, no 1367 (1985)
- Made in Mars, no 1375 (1985)
- Les Lunatiques, no 1383 (1985)
- Billevesées et Calembredaines, no 1339 (1985)
- Babel bluff, no 1412 (1985)
- L'Enfant de l'espace, no 1417 (1985)
- Demi-portion, no 1432 (1986)
- Ils étaient une fois..., no 1448 (1986)
- Psys contre psys, no 1459 (1986)
- De purs esprits..., no 1476 (1986)
- Don Quichotte II, no 1485 (1986)
- Contretemps, no 1501 (1986)
- Le Lit à baldaquin, no 1522 (1987)
- Je souffre pour vous..., no 1543 (1987)
- Une si jolie petite planète, no 1556 (1987)
- Le Trillionaire, no 1569 (1987)
- Les Enfants du soleil, no 1588 (1987)
- Alter ego, no 1604 (1988)